# Sireli Maqala
Sireli Maqala (20 maart 2000) is een Fijisch rugbyspeler.

## Carrière
Maqala won met de ploeg van Fiji tijdens de Olympische Zomerspelen van Tokio de gouden medaille. Maqala scoorde drie try’s.

## Erelijst

### Met Fiji
- Olympische Zomerspelen:  2021